# NGC 3856
NGC 3856 este o liner situată în constelația Ursa Mare. A fost descoperită în 3 aprilie 1831 de către John Herschel. Se află la o distanță de 136,94 de megaparseci de Pământ.